# Boizenburg
Boizenburg város Mecklenburg–Elő-Pomerániában.

## Földrajza
Boizenburg az Elba folyó jobb partján fekszik.

## Történelem
Írott forrásban elsőként 1158-ban tűnik fel  mint Boyceneburg. A Ratzeburgi grófság része volt. 1204 óta a Schwerini grófsághoz es 1357 óta a Mecklenburgi hercegséghez  tartozott.
1267-ben városi jogot kapott
1709-ben leégett a város nagy része.
1826-ban megépül a Hamburg-Berlini országút és  1846-ban a Hamburg-Berlini vasút a város keresztül.

## Gazdaság
Egy nagyon fontos cég a városban a hajógyár volt, amit 1997-ben bezártak.

## Nevezetességei

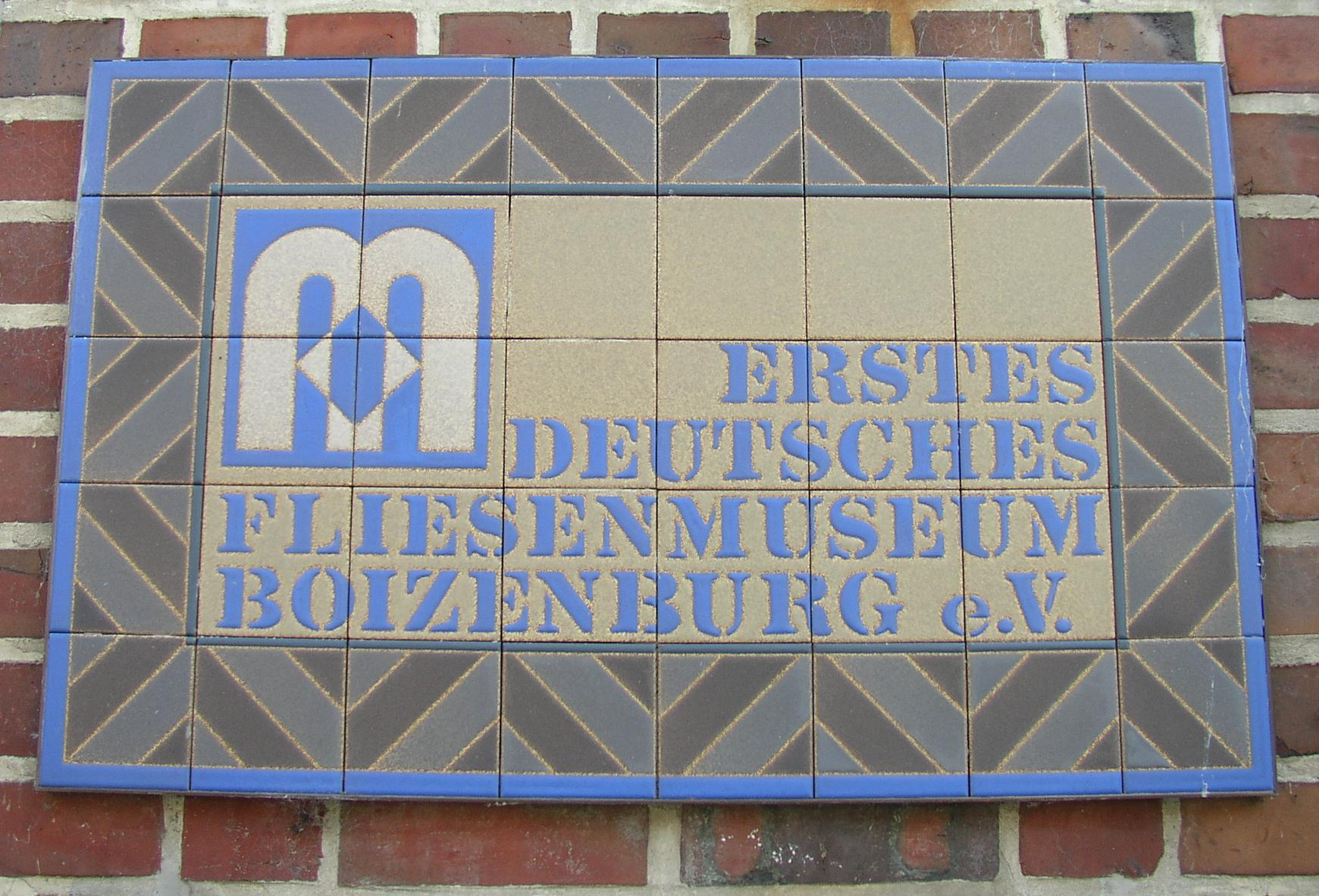
csempemuzeum

- belváros
- városház
- templom
- városi kikötő
- az első nemet csempemuzeum

## Testvérvárosok
- Czersk (Lengyelország)
- Lauenburg (Schleswig-Holstein, Németország)

## Fordítás
- Ez a szócikk részben vagy egészben a Boizenburg című német Wikipédia-szócikk fordításán alapul.  Az eredeti cikk szerkesztőit annak laptörténete sorolja fel. Ez a jelzés csupán a megfogalmazás eredetét és a szerzői jogokat jelzi, nem szolgál a cikkben szereplő információk forrásmegjelöléseként.

1. ↑  Alle politisch selbständigen Gemeinden mit ausgewählten Merkmalen am 31.12.2023 (német nyelven). register of German municipalities (2023) . Szövetségi Statisztikai Hivatal, 2024. október 28. (Hozzáférés: 2024. november 16.)